# Гордіїв вузол

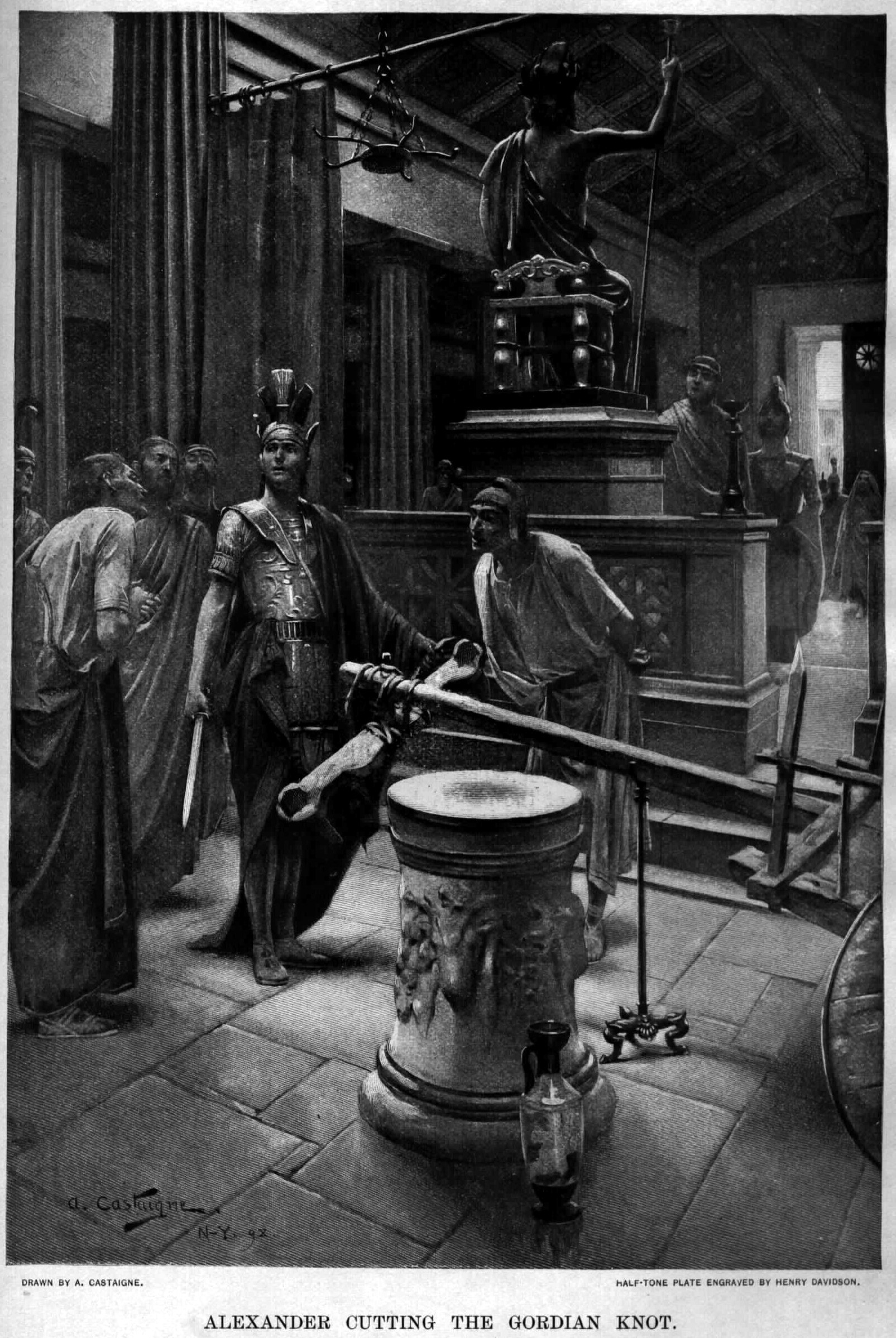
Александр розрубує Гордіїв вузол

Го́рдіїв ву́зол — легендарний вузол на царському возі у святині Зевса в місті Гордіоні, у Фригії. За стародавнім пророцтвом, той хто розв'яже цей вузол, міг стати володарем Малої Азії. У 333 до н. е. Александр Македонський розрубав його мечем і цим здійснив пророцтво. У переносному значенні, «розрубати Гордіїв вузол» — легко і несподівано вирішити важку справу.

## Легенда про Гордіїв вузол
Цар Гордій спочатку був простим землеробом у Фригії, поки на ярмо його бика не сів орел, що вважалося дуже добрим знаком. Гордій вирушив до храму Зевса, щоб витлумачити цю подію, а орел так і не злітав, отож Гордій повів вола і віз з собою. Дорогою він зустрів юну віщунку, яка порадила принести Зевсу жертву. В цей час цар Фригії помер, не лишивши нащадків. Оракул з Тельмеса (тодішньої столиці Фригії) провістив, що трон отримає той, хто приїде на возі до храму Зевса. Саме тоді прибув Гордій і народ обрав його царем.
Після цього Гордій заснував місто Гордіон і встановив у тамтешньому храмі Зевса віз, завдяки якому став правителем. Ярмо він прив'язав складним вузлом з кори дерену до воза, який і було названо за іменем царя Гордієвим. За іншими переказами, це зробив всиновлений ним Мідас, присвятивши віз богу Сабазію, якого греки ототожнювали із Зевсом. Оракул дав пророцтво про те, що хто зуміє розв'язати цей вузол, той стане володарем всієї Малої Азії. Однак, минали століття, а ніхто так і не зумів розв'язати вузол. До того ж кора з часом затверділа, переставши гнутися, що зробило завдання непосильним для жодної людини.
У 333 році до нашої ери цар Македонії та видатний полководець Александр прибув до Гордіону. Замість пробувати розв'язати вузол, як численні його попередники, Александр розрубав його мечем. Так він виконав пророцтво і згодом дійсно завоював усю Малу Азію.